# Flugplatz Landshut

i7
i11
i13
Der Verkehrslandeplatz Landshut (auch Verkehrslandeplatz Landshut-Ellermühle, IATA-Code: QLG, ICAO-Code: EDML) ist ein Verkehrslandeplatz südwestlich der Stadt Landshut. Am Flugplatz sind zwei Flugschulen, mehrere Wartungs- und Reparaturfirmen, eine Wartungsbasis für Rettungshubschrauber und die Fluggesellschaft PTL Luftfahrtunternehmen ansässig. Diese hat nun eine Außenstation am Flugplatz Kiel-Holtenau und betreibt somit keine Flüge aus Landshut. Dort befindet sich nur die Geschäftsstelle.

## Geschichte
Ab dem Jahr 1956 bemühte sich die Stadt, einen Standort für einen Flugplatz zu finden. Fünf Jahre danach wurde mit dem Bau auf dem jetzigen Gelände begonnen. Der Luftsportverein Landshut errichtete dann innerhalb von zwei Jahren die ersten Anlagen, wozu etwa eine Halle und eine Grasbahn gehörten. Erster Betriebstag war der 26. August 1962, die offizielle Eröffnung fand am 19. Mai 1963 statt. 1967 wurden ein Tower und eine Gaststätte eingerichtet.
1975 ging die Trägerschaft vom Luftsportverein auf die Stadt Landshut über, seit dem 1. Januar 2002 sind die Stadtwerke Landshut der Betreiber des Flugplatzes.
Ab Ende der 1990er-Jahre bemühten sich zum einen Bürgerinitiativen um eine Schließung, zum anderen Gewerbebetriebe und Flugverein um einen Ausbau des Flugplatzes. Hintergrund ist, dass unter anderem die genutzte Landebahnlänge mit 900 Metern nicht mehr europäischen Sicherheitsstandards entspricht. Ein Ausbau wurde bei zwei Bürgerentscheiden in den Jahren 2004 und 2008 von den Landshuter Bürgern abgelehnt.
Am 27. Mai 2011 sprach sich das Plenum des Landshuter Stadtrates mit 24 zu 16 Stimmen für eine rund eine Million Euro teure Sanierung der Start- und Landebahn sowie für die Verbreiterung der Bahn um drei Meter aus. Auf einen weitergehenden Ausbau wurde im Sinne der Bürgerentscheide verzichtet. Die entsprechenden Baumaßnahmen wurden im Herbst 2012 umgesetzt.
Seit 1. Januar 2018 betreibt die „Landen in Landshut GmbH“ den Verkehrslandeplatz Landshut. In den Folgejahren wurde eine Erneuerung des Towers der Flugleitung geplant. Diese Planungen wurden zwischenzeitlich abgeschlossen und ein neuer Tower westlich des alten Gebäudes errichtet und nach modernen Standards ausgerüstet. Dieser nahm im Frühjahr 2021 seinen Betrieb auf.

## Belege
1. ↑  Luftsportverein Landshut: Die Vereinsgeschichte des LSV, abgerufen am 6. November 2013
2. ↑  Stadtwerke Landshut: Verkehrslandeplatz (Memento des Originals vom 16. November 2013 im Internet Archive)  Info: Der Archivlink wurde automatisch eingesetzt und noch nicht geprüft. Bitte prüfe Original- und Archivlink gemäß Anleitung und entferne dann diesen Hinweis., abgerufen am 6. November 2013
3. ↑  Landshuter lehnen Ausbau von Flugplatz Ellermühle erneut ab (Seite nicht mehr abrufbar, festgestellt im April 2018. Suche in Webarchiven)  Info: Der Link wurde automatisch als defekt markiert. Bitte prüfe den Link gemäß Anleitung und entferne dann diesen Hinweis., Landshuter Zeitung vom 29. September 2008, abgerufen am 6. November 2013
4. ↑  Landebahn des Flugplatzes Ellermühle wird saniert (Seite nicht mehr abrufbar, festgestellt im April 2018. Suche in Webarchiven)  Info: Der Link wurde automatisch als defekt markiert. Bitte prüfe den Link gemäß Anleitung und entferne dann diesen Hinweis., Landshuter Zeitung vom 13. Juni 2012, abgerufen am 6. November 2013
5. ↑  Ein neuer Tower und ein besserer Lärmschutz. 4. Januar 2019, abgerufen am 3. April 2022 (deutsch).